# Индо-Австралийская плита

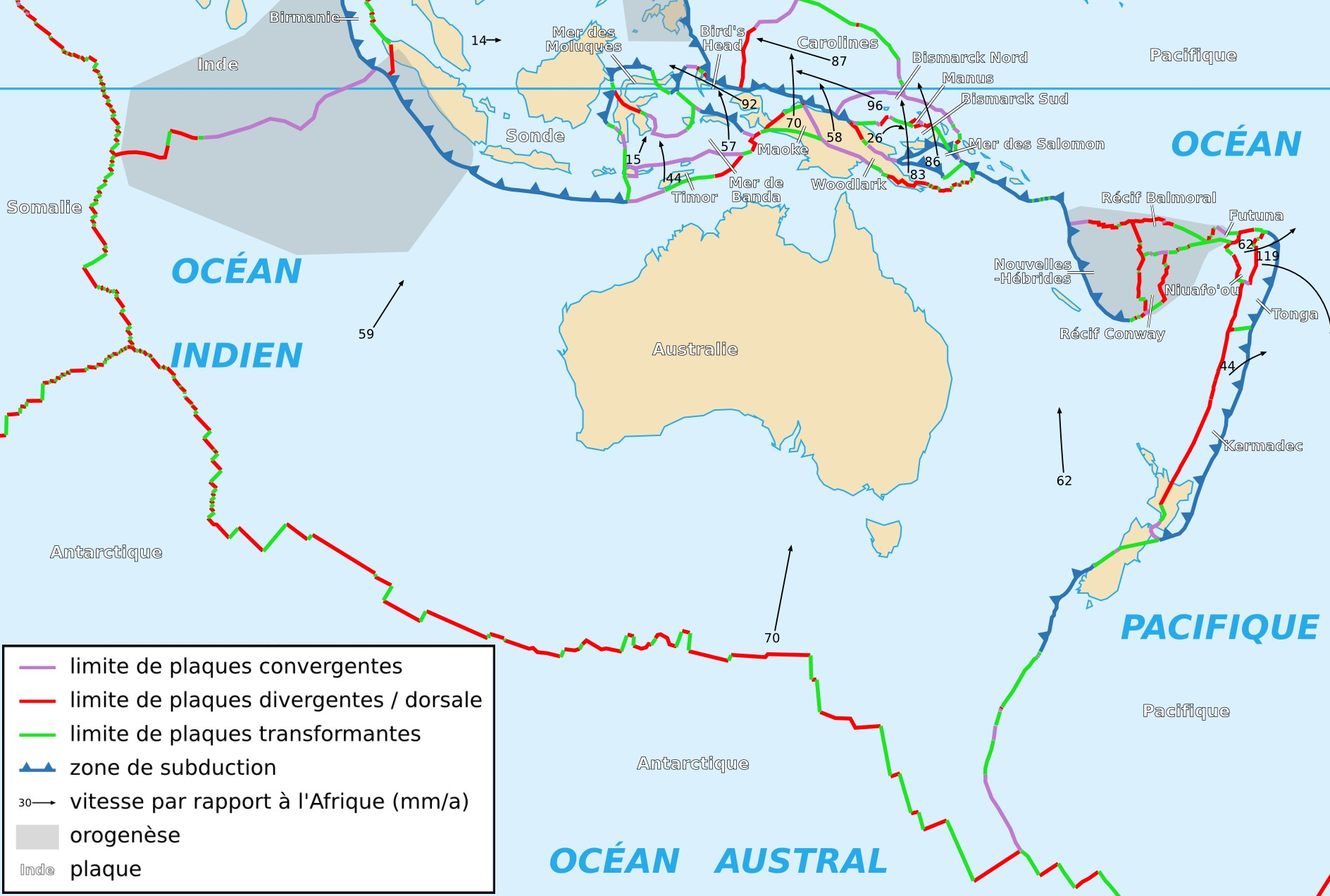
Австралийская плита на карте

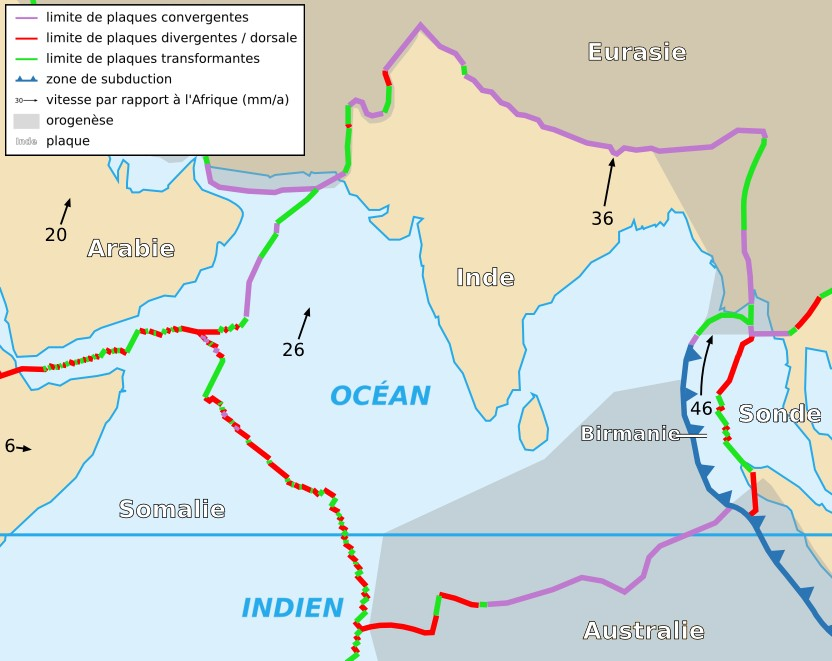
Индостанская плита на карте

Индо-Австралийская плита — основное имя для двух тектонических плит, включающий Австралию и океанскую акваторию на северо-западе, и Индийский субконтинент и соседнюю акваторию. Две плиты объединились вместе между 50 до 55 миллионов лет назад; к тому времени они двигались независимо.
Индия, Австралия, Новая Гвинея, Тасмания, Новая Зеландия, Новая Каледония — все это части древнего суперконтинента Гондвана. Через процесс спрединга со временем они станут отдельными плитами.

## Границы
Недавнее измерение в Австралии подтверждает движение плит, которое составляет 35° на северо-восток со скоростью 67 мм/год. Легкое изменение в направлении движения плиты в Окленде возникает, видимо, благодаря легкой деформации плиты там, где она сжимается Тихоокеанской плитой.
Юго-восточный край имеет конвергентную границу с Тихоокеанской плитой. Тихоокеанская плита заходит под Австралийскую плиту, образуя жёлобы Тонга и Кермадек, и параллельные островные дуги Тонга и Кермадек. Субдукция также подняла восточную часть Новой Зеландии (Северный остров).
Континент Зеландия, который отделился от Австралии 85 миллионов лет назад и простирается от Новой Каледонии на севере до Новозеландских Субантарктических островов на юге, сейчас отделяется через трансформационный Альпийский разлом. На юг от Новой Зеландии трансформационно-конвергентную границу с Тихоокеанской плитой образует Зона разломов Маккуори, субдукция Австралийской плиты под Тихоокеанскую образует жёлоб Пайсегур и далее на юго-запад — хребет Маквери.
На южном крае дивергентная граница с Антарктической плитой образует Южно-Индийский хребет. Западный край Индостанской плиты имеет трансформационную границу с Аравийской плитой на севере образуя Овенскую зону разломов. Дивергентная граница с Африканской плитой на юге образует Центрально-Индийский хребет.
Северный край Индо-Австралийской плиты имеет конвергентную границу с Евразийской плитой, образуя Гималаи и Гиндукуш.
Северо-восточный край Индо-Австралийской плиты имеет субдукционную границу с Евразийской плитой через Индийский океан от Бангладеш, Мьянмы до индонезийских островов Суматра и Борнео.
Субдукционная граница через Индонезию не идентична биогеографической линии Уоллеса, отделяющей азиатскую фауну от австралийской: Восточные острова Индонезии лежат преимущественно на Евразийской плите, но животные и растения имеют отношение к фауне и флоре Австралии.

## Ссылка
1. ↑  Архивированная копия. Дата обращения: 17 февраля 2017. Архивировано из оригинала 11 марта 2007 года.
2. ↑  Press Release: An Earth Plate Is Breaking in Two. Дата обращения: 17 февраля 2017. Архивировано 18 мая 2017 года.
3. ↑  Архивированная копия. Дата обращения: 17 февраля 2017. Архивировано из оригинала 15 апреля 2007 года.